# Đảo Aguni
Đảo Aguni (粟国島 Aguni-jima) là một hòn đảo ở Nhật Bản, là một phần của quần đảo Okinawa và được quản lý như làng Aguni ở huyện Shimajiri, tỉnh Okinawa. Nó nằm 60 km về phía Tây Bắc từ Naha trên đảo Okinawa ở Biển Hoa Đông. Nó có diện tích 7.64  km².
Nó có một quán bar, một cảnh sát, không có nhà hàng, không có cửa hàng tiện lợi và không có taxi hoặc xe buýt. Bên cạnh khách sạn, có khoảng 10 minshuku (nhà khách) phục vụ cho những người lặn biển chiếm phần lớn du khách. Đảo quản lý nghề cá thương mại, và ngư dân của nó thường là nông dân. Có một cảng và một đường băng qua đó du khách có thể ghé thăm hòn đảo trên phà hoặc máy bay. 